# Klon mandżurski
Klon mandżurski (Acer mandshuricum) – gatunek z rodziny mydleńcowatych (Sapindaceae). W obrębie rodzaju sklasyfikowany do sekcji Trifoliata i serii Mandshurica. Występuje naturalnie w Chinach (Gansu, Heilongjiang, Jilin, Liaoning, Shaanxi), Korei i Rosji (Kraj Nadmorski).

## Morfologia
PokrójDrzewo dorasta do 7 m wysokości. Jest bardzo odporne na mróz. Ma brązową korę.
LiścieLiście są złożone z trzech listków. Są tępo-piłkowane. Liść środkowy ma około 10–12 cm długości i 4–5 cm szerokości. Latem liście są zielone, natomiast jesienią intensywnie się przebarwiają na kolor pomarańczowy lub czerwony. Drzewo wcześnie się przebarwia.
OwoceOrzeszki ze skrzydełkami koloru brązowego lub czerwonego.